# Квартенг, Мориц-Брони
Мориц-Брони Квартенг (нем. Moritz-Broni Kwarteng; род. 28 апреля 1998, Штутгарт) — немецкий футболист, полузащитник клуба «Бохум».

## Клубная карьера
Квартенг родился в Штутгарте и имеет корни из Ганы.
В мае 2018 года Квартенг подписал свой первый профессиональный контракт с «Гамбургом», рассчитанный на три года, до июня 2021 года. 10 мая 2021 года он дебютировал на профессиональном уровне за «Гамбург» во второй Бундеслиге, выйдя на замену на 82-й минуте в матче против «Нюрнберга». Домашний матч завершился победой «Гамбурга» со счетом 5:2.
21 января 2022 года Квартенг перешел в ФК «Магдебург». В этом клубе он отыграл сорок матчей и забил 12 голов.
22 июня 2023 года Квартенг перешел в клуб Бундеслиги «Бохум». Контракт рассчитан до 30 июня 2027 года.